# Zalog pri Kresnicah
Zalog pri Kresnicah je naselje v Občini Moravče.